# 美洲紅松鼠屬
美洲紅松鼠屬（學名：Tamiasciurus）是松鼠科的一個屬，原生於北美洲，可見於美國西部與北部、加拿大和阿拉斯加，並有兩種。

## 下属物种
本属包括以下物种：
- 道格拉斯松鼠 Tamiasciurus douglasii (Bachman, 1839)，也拼作：Tamiasciurus douglas
- 北美红松鼠 Tamiasciurus hudsonicus (Erxleben, 1777)
- Tamiasciurus mearnsi (Townsend, 1897)